# Мид, Ричард
Ричард Джон Хэнни Мид (англ. Richard John Hannay Meade; 4 декабря 1938, Чепстоу, Монмутшир — 8 января 2015, West Littleton, Юго-Западная Англия) — британский спортсмен-конник, трёхкратный чемпион Олимпийских игр (1968, 1972). Офицер ордена Британской империи.

## Спортивная карьера
Получил образование в колледже Лансинг и в кембриджском колледже Св. Магдалины, где обучался на инженера и был членом клуба Хоукс. Служил в 11-м гусарском полку и некоторое время работал в лондонском Сити, прежде чем полностью посвятить себя конному спорту.
На протяжении всей своей карьеры в течение 21 года был ключевой фигурой британской сборной. В 1964 г. на Барбарисе он выиграл крупные соревнования по троеборью в Бергли — Burghley Horse Trials. На своей первой Олимпиаде в Токио (1964) занял восьмое место в соревнованиях по индивидуальному троеборью. На летних Олимпийских играх в Мехико (1968) выиграл командные соревнования в спортивном троеборье, через четыре года на летних Играх в Мюнхене (1972) повторил этот успех, а также стал чемпионом в личном зачете в той же дисциплине. Он стал первым британским спортсменом, который завоевал индивидуальное олимпийское золото по троеборью. На церемонии закрытия мюнхенской Олимпиады нес флаг Великобритании. Также становился двукратным победителем (1982) и трёхкратным серебряным призёром чемпионатов мира и трёхкратным чемпионом Европы (1967, 1971, 1981). Трижды выигрывал конный турнир в Бадминтоне (1969, 1970 и 1982).
В 1972 г. был признан спортивной «Личностью года» по версии BBC Wales Sports и занял третье место в аналогичном рейтинге BBC Sports. На момент завершения карьеры он был 6-м в списке самых успешных британских олимпийцев всех времен во всех видах спорта; на момент смерти 11-м.
В 1974 г. королевой Елизаветой II был возведен в рыцари и награждён Орденом Британской Империи. В 1996 г. был введен в валлийский Зал спортивной славы.
По завершении спортивной карьеры занимал ряд ответственных позиций в британском и международном конном спорте: являлся членом совета Британского конного общества и председателем Британского фонда верховой езды, президентом Британской федерации конного спорта (1989—1992), членом Бюро Международной федерации конного спорта (FEI), членом Комитета FEI по троеборью и председателем Group II (Северная Европа). В течение 30 лет возглавлял британский совет по конному троеборью, а с 1996 г. стал его вице-президентом. Также являлся судьей по конному спорту.
В последние годы работал в качестве эксперта и продолжал тренировать наездников из своего дома в Южном Глостершире.